# Marisa Bedoni
Marisa Bedoni (Milano, 19 luglio 1944) è una politica e banchiera italiana.

## Biografia
Specialista in economia monetaria e in appalti, dirigente al Centro studi della Comit, vicesindaco e assessore ai lavori Pubblici nella giunta Formentini a Milano, è stata eletta al Senato nella XII legislatura con la Lega Nord, e ricoprì l'incarico di sottosegretario di Stato per il tesoro nel primo Governo Berlusconi.